# Ferruccio Parri
Ferruccio Parri (Pinerolo, 19. siječnja 1890. — Rim, 8. prosinca 1981.), bio je talijanski političar, član Stranke akcije (Partito d'Azione). 
Obnašao je dužnost predsjednika talijanske vlade od lipnja do prosinca 1945. godine. Parri je bio član Odbora za narodno oslobođenje (Comitato di Liberazione Nazionale) na kraju Drugog svjetskog rata. Pripadao je pokretu Pravednost i sloboda (Giustizia e Libertà) kojeg je predvodio Carlo Rosselli. Rosellija su ubili talijanski fašisti u New Yorku 1937. godine.

## Vanjske poveznice
- Životopis na storiaxxisecolo.it